# زيزيفا
زيزيفا (بالإنجليزية: Zyzzyva)‏، هي سوسة استوائية غالبا ما توجد في أشجار النخيل، وهي خنفساء ذات أنف طويل. وكلمة (Zyzzyva) هي الكلمة الأخيرة في العديد من القواميس الناطقة باللغة الإنجليزية.
والزيزيفا هي سوسة صفراء اكتشف لأول مرة في عام 1922 في البرازيل، وأطلق هذا الاسم الايرلندي "توماس لينكولن"، وهو خبير في علم الحشرات في متحف نيويورك للتاريخ الطبيعي، لأنه لم يكن هناك اسم في اللاتينية أو البرازيلية لهذا السوسة، وربما كان اسم Zyzzyva قد قصد به الدعابة لكي يوضع في نهاية الكتب والقواميس.